# 몬테바르키
몬테바르키(이탈리아어: Montevarchi)는 이탈리아 토스카나주 아레초도에 있는 코무네이다.

## 역사
몬테바르키는 1100년 경 인근 지역에 아레초 출신의 주교 엘렘페르트 (Elempert, 986년–1010년)가 요새화된 베네딕토회 수도원을 지으면서 생겨났다. 몬테바르키의 성은 부르봉 델 몬테 디 산타 마리아 (Bourbon del Monte di Santa Maria) 후작의 소유였다가 구이디 가문의 소유가 됐다. 1273년에 피렌체의 시뇨리아 소유가 됐다. 이곳의 첫 포데스타는 브루네토 라티니였다.
메디치 가문의 통치 동안 이곳은 농산품 무역과 양모길드가 통제한 양모와 비단 산업의 번창으로 규모가 커졌다. 몬테바르키는 18세기 초까지 피렌체의 통치를 받다가, 그 이후에는 아레초의 영역이 됐다.
이탈리아의 통일 이후, 펠트 모자 제작의 중심지가 됐고, 제2차 세계대전 이후에는 신발, 모자, 여성, 아동용 의류가 그랬다. 오늘날 여전히 의류 제작의 허브이고 전력 생산지이기도 하다 (수력과 열전기 생산 단지).

## 주요 관광지

### 교회
- 콜레기아타 디 산 로렌초 (Collegiata di San Lorenzo) - 산 로렌초 참사회교회 설립은 13세기로 거슬러 올라간다. "참사회교회"라 불리는 이 건축물은 1561년 교황 비오 4세가 세웠고 토스카나 대공 코시모 1세 데 메디치가 베네데토 바르키를 교회의 행정관으로 임명하였다. 본래 로마네스크 건축 양식으로 지어진 이 교회당은 1709년 마시밀리아노 솔다니 벤치에 의해 재단장되어 바로크 양식으로 바뀌었다. 산 로렌초 교회의 주요 보물은 성유 (聖乳)이며, 전승에 따르면 몬테바르키 영주 구이도 구에라 (Guido Guerra) 백작이 적들의 공격에 맞서 성공적으로 구엘프 세력의 중기병대를 이끈 베네벤토 전투에서 승리를 거둔 후, 1266년 2월 26일에 나폴리의 카를로 1세가 구이도 구에라 백작에게 주었다고 한다.

- 산타 마리아 알 질리오 교회 (Santa Maria al Giglio) - 건축은 오늘날 주요 제단 위에 있는 프레스코화에 몇 차례 기적이 일어난 후인 1589년에 시작됐다. 이 기적이라 불리던 것은 사실 이 지역의 강력한 종교 단체인 프라테르니타 델 사크로 라테 (Fraternita del Sacro Latte)가 그들의 재산을 불리기 위해 조직한 정교한 사기극의 일부였다.

- 키오스트로 디 첸나노 (Chiostro di Cennano) - 첸나노 회랑은 1808년 탄압받은 산루도비코의 프란치스코 수도회의 일부였다. 전형적인 토스카나 양식의 이 건축물은 1441년으로 거슬러 올라간다. 회랑의 문은 1522년으로 거슬러 올라간다.

- 성유 예배당 또는 델라 로비아 성당은 1709년 이 건물에서 제거되어 성구 보관실에 2세기 간 보관하던 안드레아 델라 로비아의 복원된 15세기 세라믹 조각품들을 소장하기 위한 콜레자타 박물관으로서 1973년에 재건되었다.

## 자매 도시
- 부르키나파소 카누구
- 프랑스 로안
- 독일 키칭겐
- 팔레스타인 베들레헴
- 사하라 아랍 민주 공화국 비르렐루
- 이스라엘 라핫

## 유명 거주자
- 프란체스코 파일리 - 도로 자전거 경주자이며, 몬테바르키 출생자이다.[1]
- 프란체스코 모키 - 조각가이며, 몬테바르키 출생자이다.[2]
- 루카 카노니치 - 오페라 가수이며, 몬테바르키 출생자이다.[3]